# Lac Lhonak Sud
Pour les articles homonymes, voir Lac Lhonak.
Le lac Lhonak Sud est un lac d'Inde situé dans l'État du Sikkim. Ce lac proglaciaire est le résultat de la fonte du glacier de Lonak situé non loin du Kangchenjunga, dans l'Himalaya.
En octobre 2023, son débordement et la rupture de la moraine qui le contient entraîne d'importantes inondations en aval dans la vallée de la Teesta.